# 汪関
汪 関（おう かん、生没年不詳）は、中国明末清初の篆刻家である。 新安印派に新風を興した。
元々は名を東陽、字を杲叔といったが、漢代の「汪関印」を入手したことに因んで汪関と改名し、字も尹子（いんし）とした。徽州府歙県に生まれ、のちに蘇州府太倉州婁東に住んだ。

## 略伝
汪関は文彭の後継者として何震と並称される。周亮工の『印人伝』には「猛利を以て参ずる者は何雪漁（何震）」・「和平を以て参ずる者は汪尹子」とある。
古璽や漢印に対する知識と技能に造詣が深く、ひたすら漢印を手本としながらふくよかでな瑞々しい作風であった。特に円朱印は評価が高い。同郷の程嘉燧（孟陽、号は松圓道人）は汪関を、程邃（穆倩）とともに絶賛している。当時の名士や大書画家の印はほとんど汪関が刻している。「董其昌印」・「王時敏印」・「文震孟印」などが確認されている。
はじめ富裕であったが、気ままな性格で無駄遣いが多いことからしだいに貧窮し各地を遊歴し、印を売って生活した。
万暦42年（1614年）、陳浩は汪関の刻印を集めて印譜『宝印斎印式』二巻を出版している。　
子の汪泓（弘度）も篆刻をよくした。また林皋は汪関から大きな啓発を受けている。

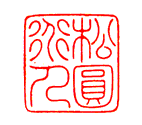
松圓道人（程嘉燧）